# Kryptozoologie
Kryptozoologie (z řeckého κρυπτός, kryptos- skrytý) je subkultura a pseudověda zabývající se živočichy, o kterých neexistují nezvratné důkazy, ale jejichž existenci většinou naznačují zprávy domorodců, pozorování cestovatelů, historické záznamy, legendy, apod. Mezi takovéto živočichy se řadí např. Yetti, Čupakabra či Olgoj chorchoj. 
Ačkoliv se někteří kryptozoologové[kdo?] snaží prezentovat tento obor jako podobor zoologie, samotní zoologové[kdo?] jej neuznávají jako vědu a skeptici[kdo?] ji označují za pseudovědu.
Živočichové, jimiž se kryptozoologie zabývá, jsou označováni jako kryptidi.

## Historie
Za zakladatele oboru kryptozoologie jsou považováni francouzsko-belgický zoolog Bernard Heuvelmans a skotský zoolog Ivan T. Sanderson. Za zmínku stojí Heuvelmansova kniha z roku 1955, Na stopě ignorovaných zvířat (v originále Sur la Piste des Bêtes Ignorées), která se v oboru kryptozoologie stala přelomovým dílem, ale i řada knih z pera Sandersona, které přispěly k dalšímu rozvoji oboru, vč. titulu z roku 1961, Ohavní sněhuláci: Legenda ožívá (v originále Abominable Snowmen: Legend Come to Life). Heuvelmans sám počátky kryptozoologie přiznává A. C. Oudemansovi, původci teorie, že za hlášeními o mořském hadovi ve skutečnosti stojí ještě neobjevený druh obřího tuleně.
V roce 1982 byla založena organizace International Society of Cryptozoology, místopředsedou byl zvolen Roy P. Mackal. Tato organizace vydávala čtyřikrát ročně publikace, ve kterých se snažila zmapovat záhadné tvory této planety. Roku 1998 ale z finančních důvodů ukončila činnost.
V České republice se touto problematikou zaobírají mimo jiných Jaroslav Mareš (1937–2021), Ivan Mackerle a Vojtěch Sláma.

## Přijetí a pseudověda
Mezi akademiky panuje názorová shoda v tom, že je kryptozoologie pseudověda. Subkultura kryptozoologie je často kritizována za tendenci spoléhat se na anekdotické důkazy a za skutečnost, že se kryptozoologové v rámci vyšetřování zvířat, o nichž se většina vědců domnívá, že pravděpodobně nikdy neexistovala, neřídí vědeckou metodou. Žádné akademické obory ani univerzitní studijní programy neudělují status kryptozoologa a tato subkultura je doménou primárně jedinců bez přírodovědného vzdělání.

Antropolog Jeb J. Card kryptozoologii v dotazníku ohledně pseudovědy a pseudoarcheologie shrnuje následovně:
Kryptozoologie se zabývá studiem dosud neidentifikovaných druhů zvířat. Na první pohled by se mohlo zdát, že se od zoologie téměř neliší. Terénní a muzejní zoologové nové druhy zvířat objevují každoročně. Kryptozoologové tyto objevy uvádějí jako ospravedlnění svého pátrání, ale přitom často bagatelizují nebo opomíjejí skutečnost, že objevitelé těchto druhů se neoznačují jako kryptozoologové, nýbrž jsou to akademicky vzdělaní zoologové, kteří pracují v ekologickém paradigmatu, místo aby pořádali expedice za účelem hledání domnělých exemplářů neobvyklých a velkých tvorů.
Card zmiňuje, že „kryptozoologové často neskrývají své opovržení či dokonce nenávist vůči profesionálním vědcům, včetně těch, kteří se kryptozoologie s nadšením účastní“, což spojuje až s Heuvelmansovým raným „hněvem vůči kritikům kryptozoologie“. Nachází paralely mezi kryptozoologií a jinými pseudovědami, jako jsou lov duchů a ufologie, a přístup kryptozoologů přirovnává ke koloniálním lovcům velké zvěře a k aspektům evropského imperialismu.
Prezident americké Národní asociace učitelů biologie, Dan Ward, v předmluvě pro časopis Americký učitel biologie (v originále The American Biology Teacher) kryptologii používá jako příklad „technologické pseudovědy“, u které hrozí, že studenty zmate ohledně vědecké metody. Ward říká, že „kryptozoologie [...] není platná věda, ba dokonce ani věda jako taková. Je to lovení příšer.“ Historik věd, Brian Regal, kryptozoologii zahrnul do svého díla Pseudověda: Kritická encyklopedie (v originále Pseudoscience: A Critical Encyclopedia) (2009). Regal tvrdí, že „kryptozoologie byla jako intelektuální počin studována asi tolik, jak moc kryptozoologové pátrali po utajených zvířatech“.

Folkloristka Véronique Campion-Vincent ve vydání časopisu Folklore z roku 1992 říká:
Dnes jsou nevysvětlitelné výskyty záhadné zvěře hlášeny po celém světě. Víra v existenci bájných a nadpřirozených zvířat se stala všudypřítomnou a nadčasovou. Na kontinentech, jež byly objeveny Evropou, domorodá víra a pověsti silně ovlivnily vnímání dobytých, kteří přišli do styku s novým přírodním prostředím. Podobně, jako se zvyšovala důležitost vědecké metody, byly i tyto mytické příběhy obdařeny někdy až umělou přesností a daly vzniknout novodobým legendám, které jsou nyní pevně zakotvené na svých územích. Toto přesvědčení se dnes samo utvrzuje četnými pozorováními, která jsou umocňována médii a podporována (převážně za účelem zisku z turistické propagace) místním obyvatelstvem, které je často upřímně přesvědčeno o pravdivosti tohoto výnosného jevu.
Členka akademické obce Linda Watts ve své Encyklopedii amerického folkloru (v originále Encyclopedia of American Folklore) píše, že „folklor týkají se neexistujících zvířat či bytostí, jimž se někdy říká příšery, je populární oblastí zkoumání“ a popisuje kryptozoologii jako příklad „amerických narativních tradicí“, které „zahrnují mnoho příšer“.

Folklorista Peter Dendle ve své analýze kryptozoologie tvrdí, že „vyznavači kryptozoologie se vědomě staví proti většinové vědě“ a že:
Psychologický význam kryptozoologie v moderním světě [...] slouží k vyvolání pocitu viny ohledně likvidace druhů a ničení přírodního prostředí, k opětovnému zachycení jakési mystiky a nebezpečí ve světě, který je dnes považován za plně zmapovaný a příliš prozkoumaný; dále k vyjádření odporu a vzdoru vůči vědecké komunitě, která je vnímána  jako monopolní v oblasti kulturně přijatelných přesvědčení.
Podle historika M. Dashe o existenci tisíců neznámých živočichů, kteří čekají na objevení – obzvláště pak bezobratlých – pochybuje jen velmi málo vědců. Kryptozoologové ale většinou nemají zájem o výzkum a katalogizaci nově objevených druhů mravenců či brouků. Místo toho své úsilí zaměřují na tvory „nepolapitelnější“,  jejichž existenci nikdo nedokázal potvrdit ani po desítkách let práce.

Paleontolog George Gaylord Simpson kryptozoologii společně s kreacionismem řadí k příkladům lidské důvěřivosti:
Mezi zvířaty jsou lidé ti nejvynalézavější, nejklamavější a nejdůvěřivější. Jen tyto vlastnosti vysvětlují, jak mohou někteří věřit v kreacionismus, příchod UFO a mimozemských bytostí nebo v některé aspekty kryptozoologie. [...] Teorie i praxe kryptozoologie někdy, ačkoli ne vždy, prokazují zároveň klam i důvěřivost. Hodí se zde zmínit staré latinské rčení, „věřím, protože je to nesmyslné“, ačkoli jeho autor, Tertullian, jej původně vztahoval na moderní kreacionisty.
Paleontolog Donald Prothero kryptologii používá jako příklad pseudovědy a společně se zpochybňováním holocaustu a tvrzeními o únosech do UFO ji řadí k aspektům americké kultury, které jsou „zjevně pitomost“.
Sharon A. Hill ve své knize z roku 2017, Vědečtí Američané: Kultura amatérských vyšetřovatelů nadpřirozena (v originále Scientific Americans: The Culture of Amateur Paranormal Researchers), zkoumá kryptozoologii a rozebírá aspekty této subkultury, přičemž si všímá interních pokusů o zavedení vědečtějších postupů, zapojení zastánců biblického kreacionismu a převahy hoaxů. Dochází k závěru, že mnozí kryptozoologové jsou „ve své víře v existenci daného záhadného zvířete zapálení a upřímní. Mají proto úctu ke každému hlášení výskytu a často jej kriticky nezpochybňují. Kryptozoologové jsou, podobně jako lovci duchů, přesvědčení, že to budou právě oni, kdo se vyřešením dané záhady zapíše do historie. Protože lákadlo tajemna a peněz podkopává svědomitý a etický výzkum, má tato oblast vážné problémy s důvěryhodností.“

## Rozdělení kryptidů
Podle J. Mareše lze kryptidy rámcově rozdělit do následujících kategorií:
- kryptid je zaměňován s jiným, již prokázaným živočišným druhem – např. šimpanz bonobo dlouho nebyl považován za samostatný druh;
- kryptid není v dané oblasti vědecky prokázán, ale mimo tuto oblast jde o běžně známého tvora – např. svědectví o pozorování velkých kočkovitých šelem mimo jejich oblast rozšíření (na britských ostrovech apod.);
- kryptid je v dané oblasti považován za vyhynulého, ale přesto se stále objevují zprávy o jeho spatření – např. latimérie byla považována za vyhynulou, neověřená pozorování vakovlka v Austrálii a Tasmánii;
- kryptid je neprokázaný, dosud neobjevený živočišný druh, zmiňovaný v místních pověstech, vyprávěních, svědectvích domorodců apod. – např. okapi byl dlouho považován za fiktivního tvora; dnes do této kategorie spadají např. tajemný pouštní „červ“ olgoj chorchoj, himálajský opočlověk yetti, západojávský obrovský netopýr ahool apod.